# Dunăre, Dunăre...
Dunăre, Dunăre… este un film românesc din 1975 regizat de Sergio Tau. Rolurile principale au fost interpretate de actorii Colea Răutu, Isa Miranda, Renato Chiantoni.

## Distribuție
Distribuția filmului este alcătuită din:
- Isa Miranda — soția lui
- Fausto Di Bella — William
- Curd Jürgens
- Luigi Scavran — Rockefeller
- Sergio Tau — Radu
- Renato Chiantoni — Malko
- Colea Răutu — căpitanul Pop
- Nicola Morelli — Iovan
- Annarita Grapputo — Zelda